# Голливудские жёны (мини-сериал)
Голливудские жёны Джеки Коллинз (англ. Jackie Collins' Hollywood Wives) — американский мини-сериал 1985 года, основанный на одноимённом романе-бестселлере Джеки Коллинз 1983 года.

## Обзор
Мини-сериал рассказывает истории нескольких женщин в Голливуде, их агентов и сценаристов, а также их молодых конкуренток. В целом мини-сериал повторяет сюжет романа, хотя и исключает некоторых второстепенных персонажей.
Показанный в феврале 1985 года на телеканале ABC, «Голливудские жёны», стал одним из самых успешных мини-сериалов восьмидесятых годов. Проект был произведен Аароном Спеллингом, когда его сериал «Династия» был самой рейтинговой программой на телевидении, отчасти это и стало залогом успеха «Голливудских жён». Сам проект в том же году был выдвинут на премию «Эмми».

## В главных ролях
- Кэндис Берген — Элейн Конти
- Джоанна Кэссиди — Мэрили Грэй
- Мэри Кросби — Карен Ланкастер
- Энджи Дикинсон — Сэйди Ласалль
- Стив Форрест — Росс Конти
- Энтони Хопкинс — Нил Грэй
- Родди Макдауэлл — Джейсон Суонкл
- Стефани Пауэрс — Монтана Грэй
- Сюзана Сомерс — Джина Джермейн
- Роберт Стэк — Джордж Ланкастер
- Род Стайгер — Оливер Истерн
- Эндрю Стивенс — Бадди Хадсон
- Кэтрин Мэри Стюарт — Энджел Хадсон